# إسحاق لامدان
يتسحاق لامدان (بالعبرية: יצחק למדן) (7 نوفمبر 1899 – 17 نوفمبر 1954) شاعر ومترجم ومحرر وكاتب مقالات إسرائيلي.
من أشهر قصائده «ماسادا: ملحمة تاريخية» التي ألهمت الشعب اليهودي في كفاحه ونضاله.
حصل على جائزة إسرائيل في الأدب في عام 1955.

## حياته
إيتسي يهودا لوبيس (لاحقا إسحاق لامدان) ولد في 1899 في ميلينوف في روسيا (وهي حاليا في أوكرانيا). ولد في عائلة ثرية وعاش في ميليونوف حتى اندلاع الحرب العالمية الأولى عام 1917 والحرب الأهلية في روسيا بعدها. وخلال تلك الفترة تشرد عبر جنوب روسيا مع أخيه قبل أن ينضما إلى الجيش الأحمر.
وفي عام 1920 بعدما تدمر بيت أبويه وقُتل أخيه، هاجر لامدان إلى فلسطين تحت الانتداب البريطاني، كعضو من جماعة شباب إشتراكية ضمن ما سمي لاحقا في التاريخ الصهيوني باسم «عاليا الثالثة» أو الموجة الثالثة من الهجرة اليهودية إلى فلسطين.
وفي عام 1927 نشر قصدية عبرية ملحمية باسم «ماسادا: ملحمة تاريخية» عن النضال اليهودي من أجل البقاء في عالم مليء بالأعداء، وفيه تكون ماسادا رمزا لأرض إسرائيل والمشروع الصهيوني، وصورت كملجأ لكن أيضا كفخ محتمل. وحظيت تلك القصيدة بنجاح كبير لكنها أهملت فيما بعد من قبل الحركة الصهيونية.  ووفق المؤرخ الحضاري وعالم الأدب دافيد روسكيس فإن قصيدة لامدان ألهمت قيام انتفاضة اليهود في غيتو وارسو.

## جوائز وتقديرات
حصل لامدان على جائزة إسرائيل في مجال الأدب في عام 1955. وحصل كذلك على جائزة برينر.
وكانت بلدية مدينة رمات غان تمنح بالاشتراك مع اتحاد كتاب العبرية في إسرائيل جائزة باسم «جائزة لامدان» من عام 1954 حتى عام 1983، تخليدا لذكراه ولأعماله الأدبية للأطفال والشباب.